# Отел Дју у Паризу
Отел Дју у Паризу (фр. Hôtel-Dieu de Paris) сматра се најстаријом болницом у овом граду и једном од две најстарије болнице у Француској. Основана је 651. године од стране париског епископа Ландра (фр. Landry de Paris), који је био симбол милосрђа и гостољубивости у средњовековној Француској.
Објекти болнице изграђени су на левој обали острва Де ла Сите (фр. Île de la Cité), једном од два преостала природна острва на реци Сени, јужно од припрате цркве Нотр Дам и трга Жан Пол II (фр. Parvis Notre-Dame-place Jean-Paul-II), међусобно повезаним мостом (фр. Pont au Double). Болница која је више од десет векова скромним средствима одржавана, више пута је рушена и паљена.
У објектима старог здања болница је радила од 7. до 18. века. Садашњи изглед Отела Дју датира из 19. века, након изградње нових објеката између 1868. и 1875. године.

## Историја
Историја оснивања Париских болница датира из средњег века. Сиромаштво које је било карактеристично за ово друштвено раздобље било је прилика за „искупљење“ многим буржоаским племићима, који су доброчинство видели као начин да „окају своје грехе” пружањем помоћи угроженом становништву Париза. Захваљујући донацијама средином 7. века, започети су радови на изградњи добротворне болнице, за коју се претпоставља да је најстарија болница у Паризу.
Болница је тако настала на припрати Катедрале Нотр Дам заједно са својим више престижном суседом, који је основан око четири стотине година касније.
Струковно везана за побожност и медицинску негу, Црква која је била свемоћна, како са административне тако и са здравствене тачке гледишта преузела је у Средњовековној Француској, примат како у управљању тако и у раду хуманитарних болница. Тако је као прва установа те врсте у Паризу настао Отел Дју, који је према својим активности заснивао на традиције доброчинства, које је трајало све до 19. века.
Тек средином 19. века, када се болница преселила у нови, наменски изграђен дом на другој страни припрате, Отел Дју је почео да стиче своју репутацију као „замак за болесне“ и место где ће људи бити хумано третирани, па чак и слодно нивоу развоја медицине и лечени.

### Старо здање Отела Дју (651—1868)
Ову „Божју кућу“ основао је 651. године Сент Ландри, двадесет осми епископа Париза у време Clovis-а II , сина Дагоберта I (Dagobert I). Отел Дју је о свом трошку лечио, не само пацијенате, већ и просјаке, обично ходочаснике. У болници је сваки „медикус“  био и хостеса, домаћине и лекар, што је био главни мото светог епископа, оснивача болнице.
Касније, кроз векове, Француски краљеви су наставилида да проширују активности Сент Ландрија. Тако су се Филип Август, Сан Луј, Анри IV, сматрајли заштитницима Отела Дју, а након њих и канцелари Прат (chancelier du Prat), први председник Помпоне (Pomponne de Bellièvre), итд.
У периоду када се Отел Дју налазио на острву фр. Ile Saint-Louis он је примио на лечење око 900 пацијената, 13.000 под Анријем IV, 1.900 под Лујем XIV; ови бројеви су често преправљени па су непоуздани,.
Такође се зна да је на лечење у Отелу Дју примљено 9.000 пацијената током 1709. години, када је због препуњености, по неколико пацијената истовремено лежало у једном кревету. У том период у болници је постојао велики ризик од заразе и „страшне“ смрти.
На почетку 16. века, Отел Дју је доживео материјалну кризу, па се финансирао само од донација, субвенција или привилегија. Такво стање утицало је, 1505. године на оснивање савета од осам поротника-гувернера, који су имали задатак да воде бригу о болници. Држава је постепено интервенисала прво преко Генералног поручника полиције, члана Управног одбора Отела Дју, а 1690, и преко веће групе „Генералних инспектор државних болница и кућне неге“ и „краљевског комесара за све што се односи на болнице,“" што је постало све очигледнија.

### Ново здање Отела Дју (1878 —)
На површини од 22.000 m², која се на северу граничила са (le quai aux Fleurs), на југу са тргом Парви  (la place du Parvis), на западу са улицом (la rue de la Cité) и на истоку са старом јеврејском улицом (la rue d'Arcole), у периоду од 1868. до 1878. изграђена је огромна зграда новог Отела Дју, наспрам локације некадашњег (старог) Отела Дју, девастираног немаром њених болесника, зараженог бројним заразама и паљеног у пожару.
Здање је сазидано по наређењу Наполеона III Бонапарте, а по нацртима архитеката Жилберта и Диета.
Отел Дју данас
Отел Дју  је данас главни центар за унесрећене који се бави претежно збрињавањем хитних случајевима, и једини центар за хитне случајеве у првих девет арондисмана и локални центар у прва четири арондисмана Париза.
Последњих 50 година у Отел Дју се налази клиничко одељење за шећерну болест и друге ендокрине болести, и претећжно се  бави  скринингом, лечењем и превенцијом компликација повезаних са шећерном болести. Такође је и референтна установа за хипогликемију.
Оријентисан ка информисању пацијента (терапијском образовању) и технолошким иновацијама, болница нуди велики број услуга за лечење и негу свихнивое компликација. Такође један од приоритете установе је планско истраживање шећерне болести, у областима као што су нови инсулини и нови антидијабетесни лекови, учинак исхране, спољне и уградне пумпе за дозирање инсулина, сензори за глукозу и вештачки панкреас.
У новије време у Отелу Дју је развијено и одељење за офталмологију (хитне случајеве, хирургију и истраживање), под надзором еминентних очних лекара Париза.

## Знамените личности Отела Дју
Кроз Отел Дју  кроз  неколико  векова његовог постојања и рада прошла је велика плејада истраживача међу којима треба споменути: 
- Амброаз Паре (1510  — 1590),[6]
- Joseph Forlenze  (1757 —  1833),[7]
- Xavier Bichat  (1771 — 1802),
- Pierre-Joseph Desault  (1738 — 1795),
- Joseph Récamier, (1774 — 1852)
- Гијом Дипитрен (Guillaume Dupuytren, 1777 —  1835), који се у Отелу Дју прво бавио изучавањем патоанатомије рана. Када је 1803. именован је за помоћника хирурга, затим 1811. за професора оперативне хирургије а 1816. и шева катедре за клиничку хирургијуи главног хирург у Отелу Дју. Заслужан је за развој класификације опекотина по степенима.
- Paul Georges Dieulafoy (1839 — 1911)
- Armand Trousseau (1801 — 1867)
- Augustin Nicolas Gilbert (1858 — 1927) , доктор, професор на Универзитету у Паризу, члан Медицинске академије Француске (од 1907),  који се прво школовао а затим у Отелу Дју,  предавао терапију (1902) и клиничку медицину (1905).[8][9]
- Marc Tiffeneau  (1873 — 1945)
- Henri Albert Hartmann (1860 — 1952),

## Спољашњи извори
- Réforme de l'Hôtel-Dieu de Paris, текст из 1479.
- L'hôtel-Dieu sur Сликовница Париза